# Frederik Harhoff
Frederik Harhoff (* 27. Mai 1949 in Kopenhagen) ist ein dänischer Rechtswissenschaftler.

## Leben
Er studierte Rechtswissenschaften an der Universität Kopenhagen und promovierte dort 1993. Er war dort ab 1985 als Dozent, von 1998 bis 2001 als Außerordentlicher Professor tätig. Von März 2001 bis Dezember 2001 war er Richter am Østre Landsret (Hoher Gerichtshof für Ost-Dänemark).
Seit 2002 arbeitete er am Internationalen Strafgerichtshof für das ehemalige Jugoslawien (ICTY), von 2007 bis Oktober 2013 als nichtständiger (ad litem) Richter.
Am 6. Juni 2013 verschickte Harhoff eine E-Mail an 56 Empfänger aus seinem Bekanntenkreis, in dem er die überraschenden Freisprüche in den Verfahren gegen als Kriegsverbrecher angeklagte Militärpersonen (z. B. den kroatischen General Ante Gotovina und den serbischen General Momčilo Perišić, die in erster Instanz zu 24 bzw. 27 Jahren Haft verurteilt worden waren und beide in 2. Instanz mit 3 gegen 2 Richterstimmen freigesprochen wurden) kritisierte. Der Vorsitzende Richter, der US-Amerikaner Theodor Meron, habe auf seine Richterkollegen Druck ausgeübt, die Angeklagten freizusprechen. Dahinter stehe möglicherweise die Befürchtung von Militärpersonen westlicher Staaten, selbst ebenfalls für Kriegsverbrechen zur Rechenschaft gezogen zu werden.
Obwohl Harhoff dies nicht beabsichtigt hatte, gelangte der Inhalt seines Briefes an die Öffentlichkeit. Nachdem der vor dem ICTY angeklagte Vojislav Šešelj einen Befangenheitsantrag gegen Harhoff gestellt hatte, wurde dieser im August 2013 aus dem Prozess gegen Šešelj abgezogen.

## Veröffentlichungen
- Rigsfaellesskabet, 1993, ISBN 87-7724-335-8  (zugl. Diss. Univ. Kopenhagen)
- The Role of the Parties Before International Criminal Courts in Light of the International Criminal Tribunal for Rwanda, in: International and national prosecution of crimes under international law. Current developments, hrsg. v. Horst Fischer, 2001, ISBN 3-8305-0136-6, S. 645–664
- (mit Ole Espersen und Ole Spiermann): Folkeret. De internationale retsforhold, 2003, ISBN 87-7241-063-9
- The first ever international trial on genocide. Notes on Akayesu, in: Human rights and criminal justice for the downtrodden. Essays in honour of Asbjørn Eide, ed. by Morten Bergsmo, 2003, ISBN 90-0413-676-2, S. 139–156